# 順雲
《順雲》（英語：Cloudy），是一部於2017年上映的社會寫實電影。由陳季霞、劉引商、柯一正領銜主演，台灣於2017年11月10日上映。

## 演員列表
| 演員姓名 | 角色名稱 | 介紹       |
| 陳季霞   | 韓順雲   |            |
| 劉引商   | 李雪春   | 韓順雲之母 |
| 柯一正   | 楊秉宏   |            |

## 外部連結
- 順雲的Facebook專頁
- 互联网电影数据库（IMDb）上《順雲》的资料（英文）